# News Movie
News Movie, ou The Onion Movie, est une comédie américaine réalisée par Tom Kuntz et Mike Maguire, sortie en 2008.

## Synopsis
Cette comédie se présente sous forme d'un journal télévisé d'actualités dont chaque reportage est un portrait satirique ou parodique des États-Unis d'aujourd'hui.

## Fiche technique
- Titre : News Movie
- Titre original et québécois : The Onion Movie
- Réalisation : Tom Kuntz et Mike Maguire
- Scénario : Robert D. Siegel et Todd Hanson qui sont rédacteurs au journal The Onion
- Production : David Zucker
- Musique : Asche & Spencer
- Pays d'origine :  États-Unis
- Genre : Comédie
- Durée : 80 minutes
- Date de sortie : 3 juin 2008  États-Unis (sortie DVD)

## Distribution
Légende : VQ = Version Québécoise
- Steven Seagal (VF : Jean-François Aupied) : Cock Puncher, le cogneur de burnes
- Len Cariou (VQ : Jean-Marie Moncelet) : Norm Archer, le présentateur télé
- Larissa Laskin : Dana Dobbs, la reporter
- Scott Klace (VQ : Daniel Lesourd) : Kip Kendall, le reporter
- Sarah McElligott (VF : Natacha Muller ; VQ : Annie Girard) : Melissa Cherry, la chanteuse sexy
- Richard Fancy (en) (VQ : Jacques Lavallée) : Kenneth Garber
- Savannah Haske (VQ : Marika Lhoumeau) : Lisa la voleuse
- Ahmed Ahmed (VQ : Nicolas Charbonneaux-Collombet) : Ahmed
- Jed Rees (VQ : Sébastien Rajotte) : Protéus
- Greg Cipes (VQ : Nicolas Bacon) : le hippie
- Terrence Flack (VQ : Thiéry Dubé) : le braqueur de banque
- Marshall Manesh (VQ : Patrick Chouinard) : l'annonceur (non-crédité)